# فیاض بن حامد الرویلی
فیاض بن حامد الرویلی (به عربی: فياض بن حامد الرويلي) (زادهٔ ۲۷ آوریل ۱۹۵۸) نظامی و خلبان اهل عربستان سعودی است، که هم‌اکنون بعنوان رئیس ستاد مشترک نیروهای مسلح عربستان سعودی فعالیت می‌کند. وی پیشتر در فاصله سالهای ۲۰۱۳ تا ۲۰۱۴ فرمانده نیروی هوایی سلطنتی سعودی بود و از ۲۰۱۴ تا ۲۰۱۸ نیز جانشینی رئیس ستاد مشترک را برعهده داشت.